# Spathulospora antarctica
Spathulospora antarctica är en svampart som beskrevs av Kohlm. 1973. Spathulospora antarctica ingår i släktet Spathulospora och familjen Spathulosporaceae.   Inga underarter finns listade i Catalogue of Life.